# ASIAN TOUR IN TAIPEI
『ASIAN TOUR IN TAIPEI』（アジアン・ツアー・イン・タイペイ）は、CHAGE&ASKA（現：CHAGE and ASKA）のライブ・ビデオ。1996年3月21日にVHSとLDで発売された。発売元はポニーキャニオン。

## 概要
1995年11月11日から1996年4月4日まで台湾、香港、シンガポールで敢行され、各地で大絶賛を博したコンサートツアー「ASIAN TOUR II - MISSION IMPOSSIBLE -SUPPORTED by NEC-」の中から、そのコンサートツアーの皮切りとなった台北市立体育場公演の模様が収録されている。
本作はSONYとのタイアップによりデジタル・カメラが使われている。

## リリース
その後、2001年1月1日にヤマハミュージックコミュニケーションズからDVDとして再発売されたほか、2009年9月23日に発売された『CHAGE and ASKA LIVE DVD BOX 3』には、オリジナルには未収録だった4曲が追加収録され、全曲収録版として収録されている。

## 収録曲
☆は『CHAGE and ASKA LIVE DVD BOX 3』同梱版のみに収録。
1. HEART
作詞・作曲：飛鳥涼
2. Love Affair☆
作詞・作曲：飛鳥涼
3. BROTHER
作詞・作曲：飛鳥涼
4. ある晴れた金曜日の朝
作詞・作曲：飛鳥涼
5. HANG UP THE PHONE
作詞・作曲：飛鳥涼
6. SAY YES
作詞・作曲：飛鳥涼
7. You are free☆
作詞・作曲：飛鳥涼
8. 紫陽花と向日葵☆
作詞・作曲：CHAGE
9. 男と女
作詞・作曲：飛鳥涼
10. 何日君再来
11. めぐり逢い
作詞・作曲：飛鳥涼
12. PRIDE
作詞・作曲：飛鳥涼
13. Something There
作詞：飛鳥涼　英訳詞：Charlie Midnight　作曲：飛鳥涼
14. Mr.ASIA
作詞・作曲：飛鳥涼
15. モナリザの背中よりも
作詞・作曲：飛鳥涼
16. 僕はこの瞳で嘘をつく
作詞・作曲：飛鳥涼
17. YAH YAH YAH
作詞・作曲：飛鳥涼
18. can do now
作詞・作曲：飛鳥涼
19. ロマンシング ヤード☆
作詞：秋谷銀四郎　作曲：CHAGE
20. LOVE SONG
作詞・作曲：飛鳥涼
21. On Your Mark
作詞・作曲：飛鳥涼